# Taishi, Osaka
Taishi (japanska: 太子町?, Taishi-chō) är en landskommun (köping) i Osaka prefektur i Japan.  